# Helmut Zwickl

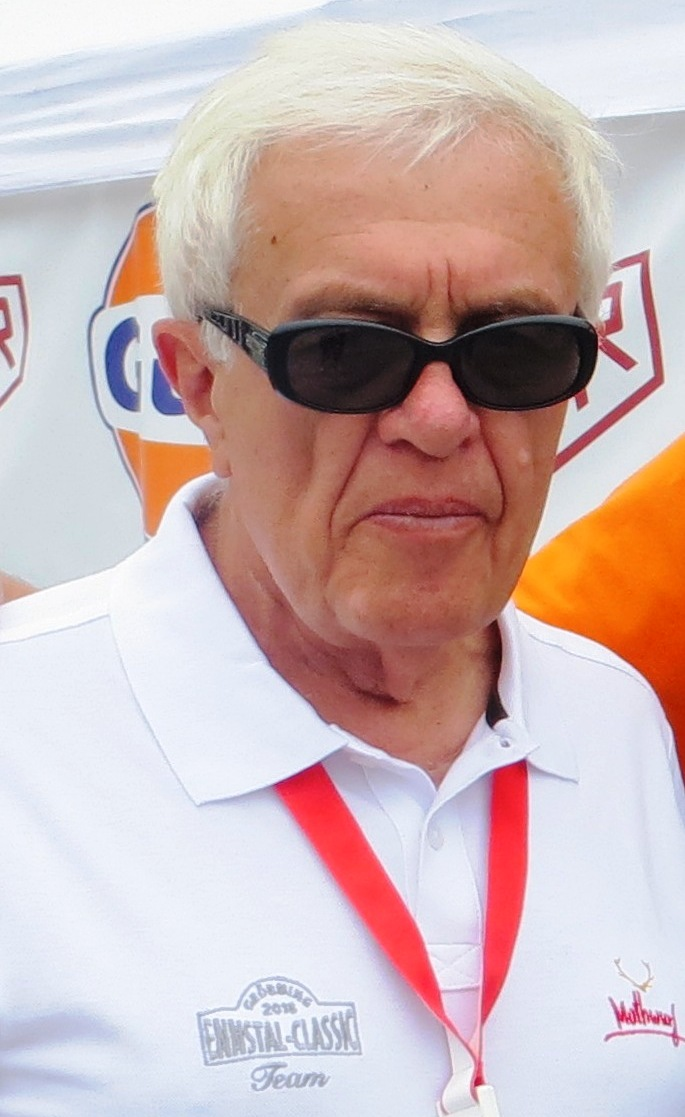
Helmut Zwickl (2018)

Helmut Zwickl (* 23. Oktober 1939 in Wien; † 9. Februar 2025) war ein österreichischer Motorsportjournalist und Autor.

## Leben
Zwickl, der gelernter Drogist war, hatte sich schon in jungen Jahren für den Motorsport interessiert und war selbst als Hobbyfahrer unterwegs. Nach seinem erlernten Beruf war er zunächst als Chemiker in einer Farbenfabrik tätig. Ab 1960 begann er aber über den Motorsport zu schreiben. Er lernte den bekannten Sportfotografen Arthur Fenzlau kennen, für den er Artikel zu dessen Fotos schrieb. Schon 1961 kam er zum Kurier, bei dem er seine Kolumnen schrieb. 1962 leistete er beim Bundesheer bei einer Sanitätskompanie seinen Wehrdienst (Stammersdorf). Auch für die Autorevue (seit 1964) und für Motorsport aktuell schrieb Zwickl. Seit 1992 war er auch für Alles Auto tätig.
Im Jahr 2005 erhielt er als einer von nur fünf Motorsportjournalisten weltweit eine lebenslange Akkreditierung von Max Mosley verliehen.
Auch bei Jochen Rindt war Zwickl von Beginn der Karriere dabei. Auch aus dieser Situation entstanden einige Bücher. Außer dass er 1971 den Pilotenschein und später auch den Berufspilotenschein machte und als Privatpilot zu den Rennen flog, organisierte er die Autoveteranenrallye Ennstal-Classic. Aber auch selbst war er noch viele Jahre als Rennfahrer unterwegs. So erreichte er den Klassensieg mit einem alten Volvo bei der Carrera Panamericana in Mexiko.

## Werke (Auszug)
- DAMALS - Als Sex noch sicher und die Formel 1 gefährlich war, gefco, Wien 2018, ISBN 978-3-9503235-6-6
- Die Eroberung des Sinnlosen - Die wilden Jahre der Formel 1. Egoth, Wien 2007, ISBN 978-3-902480-48-4
- Hinrichtung eines Champions - Das Beispiel Jochen Rindt, 1970
- Die Angst bleibt an den Boxen. Hinter den Kulissen des Motorsports, 1967
- Wie komm ich bloß vom Rennsport los Die besten Stories aus der Vollgasbranche, 1987
- Die Schnellsten. Berühmte Rennwagen, legendäre Fahrer. Ueberreuter, Wien u. a. 1992, ISBN 3-8000-3125-6.
- Vollgas ist ihr täglich Brot, 1968
- Jenseits von Schnell. Das Leben von Jim Clark, 1968
- Grand Prix 76 - Niki Lauda: Man stirbt nur einmal, 1976